# Schlacht von Alam Halfa
1940: Italienische Invasion Ägyptens – Operation Compass
1941: Unternehmen Sonnenblume – Belagerung von Tobruk – Operation Battleaxe – Operation Crusader
1942: Unternehmen Theseus – Erste Schlacht von El Alamein – Schlacht von Alam Halfa – Zweite Schlacht von El Alamein – Operation Torch
1943: Tunesienfeldzug
Die Schlacht von Alam Halfa (englisch Battle of Alam el Halfa) fand vom 30. August bis zum 6. September 1942 bei El Alamein in Ägypten zwischen Einheiten der Panzerarmee Afrika und der britischen 8. Armee statt. Ziel dieser letzten strategischen Offensive der Achsenmächte im Afrikafeldzug (engl. Western Desert Campaign) des Zweiten Weltkriegs war es, die britischen Einheiten zu zerschlagen, bevor sie durch erwartete erhebliche Verstärkungen unüberwindlich würden. Anschließend sollte der deutsche Befehlshaber Generalfeldmarschall Erwin Rommel weiter nach Osten über Alexandria zum Suez-Kanal vorstoßen. Der britische Oberbefehlshaber Lieutenant General Bernard Montgomery verfolgte das Mindestziel, den Angriff der Achsenmächte aufzufangen, sowie das Maximalziel, die angreifenden deutschen und italienischen Einheiten zu schwächen. Die Schlacht endete mit einem Defensiverfolg der britischen 8. Armee, durch den das Maximalziel erreicht wurde.

## Namensgebung
Namensgebendes Toponym der Schlacht ist der Höhenzug Alam Halfa / علم حلفا / ʿAlam Ḥalfā im Osten des Schlachtfeldes, der sich etwa 15 km von der Küste entfernt grob in Ost-West-Richtung erstreckt und dessen höchste Stelle 132 Meter über dem Meeresspiegel liegt. An den hier befindlichen ausgebauten Stellungen der 8. Armee scheiterte der deutsche Panzervorstoß am zweiten Tag der Offensive. In deutschen Quellen wie etwa den Kriegstagebüchern findet sich demgegenüber auch die Bezeichnung als „zweite Schlacht von El Alamein“, benannt nach der el-Alamein-Stellung, um die in insgesamt drei Schlachten jeweils im Juli, August/September und Oktober/November 1942 gekämpft wurde. Die üblicherweise als „zweite Schlacht von El Alamein“ bezeichnete letzte dieser Schlachten wird in diesen Quellen entsprechend als „dritte Schlacht von El Alamein“ bezeichnet.

## Vorgeschichte

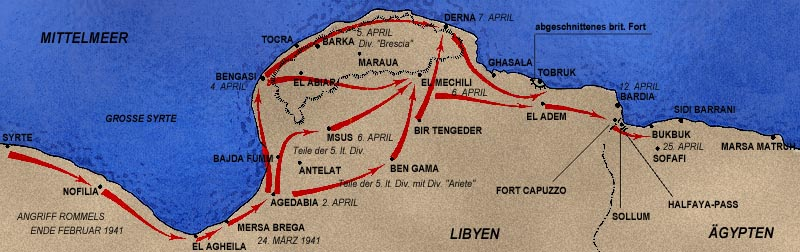
Vorstoß des Afrikakorps nach Ägypten bis zum 25. April 1941

Im September 1940 starteten die italienischen Kräfte in Libyen einen Vorstoß auf ägyptisches Territorium und konnten Sidi Barrani erobern, gingen dann aber zur Sicherung ihres Gebietsgewinns über, anstatt den Angriff trotz numerischer Überlegenheit fortzusetzen. Die Alliierten begannen daraufhin eine Gegenoffensive (Deckname Operation Compass); sie drangen 800 km auf libysches Gebiet vor und brachten den italienischen Kräften hohe Verluste bei. Kurz vor der Vertreibung der Italiener aus Nordafrika gab der britische Premierminister Churchill jedoch einen Haltebefehl und ordnete an, die Truppen teilweise nach Griechenland abzuziehen, um dort die Griechen im Kampf gegen die Italiener zu unterstützen.
Am 11. Februar 1941 landeten unter dem Decknamen Unternehmen Sonnenblume die ersten deutschen Truppen in Italienisch-Libyen. Sie sollten als Sperrverband gegen die vorrückenden Alliierten dienen, um den Verlust der gesamten Kolonie zu verhindern und die damit verbundene italienische Niederlage abzuwenden. Jedoch gingen die Truppen des Deutschen Afrikakorps (DAK) unter dem Oberbefehlshaber General der Panzertruppe Erwin Rommel zum Angriff über, wodurch die britische Armee wieder zurückgeworfen werden konnte. Im April 1941 wurde der deutsche Vormarsch vor der britischen Festung und ägyptischen Grenzstadt Sollum östlich von Tobruk gestoppt, das bis November erfolglos belagert wurde.

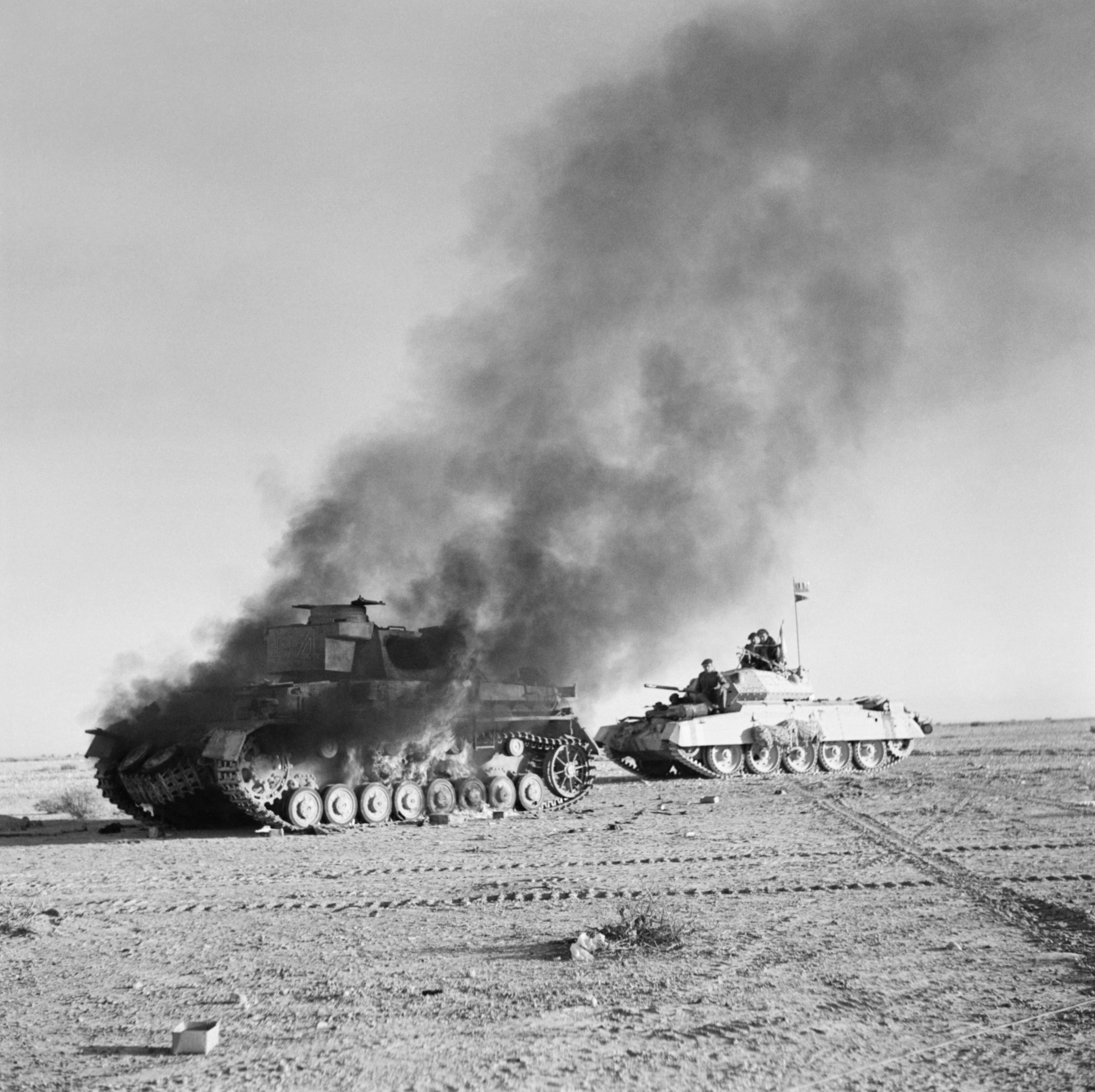
Brennender deutscher Panzer IV, rechts britischer Crusader (27. November 1941 während der britischen Operation Crusader)

Im November 1941 hatte die britische Operation Crusader Erfolg und das Afrikakorps zog sich auf seine Ausgangsstellungen auf der westlichen Kyrenaika zurück. Im Frühjahr 1942 begannen die deutschen und italienischen Truppen eine erneute Offensive in Richtung ägyptischer Grenze (Unternehmen Theseus), am 21. Juni gelang ihnen die Einnahme von Tobruk.
Der Vorstoß endete in der ersten Schlacht von El Alamein. Nach wechselvollen Kämpfen blieb die Frontlinie weitgehend unverändert. Angesichts der sich durch verstärkte alliierte U-Boot-Angriffe weiter verschlechternden Versorgungslage sowie sich abzeichnender nachhaltiger Verstärkung der alliierten Truppen suchte das Oberkommando der Achsenmächte nun einen Weg, die Entscheidung auf dem nordafrikanischen Kriegsschauplatz noch im August 1942 zu erzwingen.

## Ausgangslage

### Deutsche Lage
Nachdem die Achsenmächte am 21. Juni 1942 Tobruk im Zuge des Unternehmens Theseus erobert hatten, unternahmen die durch die deutsch-italienische Kriegserklärung seit Dezember 1941 kriegführenden Vereinigten Staaten starke Anstrengungen zur Stärkung der britischen Position in Ägypten, die auch dem Oberbefehlshaber der Panzerarmee Afrika Erwin Rommel bekannt waren. Seinen Berechnungen zufolge würden neue alliierte Lieferungen von Kriegsmaterial und Truppentransporte um das Kap der Guten Hoffnung zwei bis drei Monate bis zum Eintreffen in Ägypten benötigen. In seinen Memoiren schreibt er zu dieser Situation:

„Es blieb uns daher eine Frist von einigen Wochen, in der die riesigen Verstärkungen noch nicht auf afrikanischem Boden angelangt sein konnten […] Deshalb wollten wir vorher zuschlagen.“

Rommel unternahm für die Offensive Pläne, die der Konzeption von Gazala ähnlich waren. Problematisch wirkte sich von Beginn an die Unterlegenheit an Panzern und das Kräfteverhältnis der Luftstreitkräfte aus. Durch die Beengung des operativen Kampfraumes infolge geografischer Bedingungen, wie die Qattara-Senke, war keine echte, weit ausholende, Südumfassung der britischen Kräfte möglich. Zudem wusste Montgomery auf britischer Seite die „Ultra“-Informationen zu nutzen und verstand es, eine starke Abwehrfront an den gefährdetsten Abschnitten zu bilden. Bei Ultra handelte es sich um nachrichtendienstliche, streng geheime Informationen, die durch die Entschlüsselung des deutschen Chiffriercodes verfügbar wurden.
Dem Oberbefehlshaber der Panzerarmee waren trotz seiner optimistischen Lagebeurteilung die Risiken und vor allem das Treibstoffproblem der Operation bewusst. Der Historiker Reinhard Stumpf bezeichnet den deutsch-italienischen Angriff am Südflügel als „seinen letzten Trumpf“ und hielt auch Rommels Grauen vor der baldigen massiven alliierten Materialüberlegenheit fest.
Ugo Cavallero, der Chef des italienischen Militäroberkommandos (ital. Comando Supremo), hatte ähnlich optimistische Ansichten wie Erwin Rommel, forderte neben den Angriffszielen Alexandria, dem Gebiet rund um Kairo und dem Suezkanal jedoch auch, die Alamein-Linie „für alle Fälle besetzt“ zu halten. Danach stellte Cavallero fest, dass die Mittel für einen erfolgreichen Angriff der Panzerarmee bald vorhanden sein würden, und versprach auch, alle möglichen Anstrengungen für die Wiederauffüllung der Armee zu unternehmen. Er stellte auch in Aussicht, das von Rommel genannte Datum dem Duce vorzuschlagen, und machte davon etwaige Verzögerungen des Angrifftermins abhängig.
Es begann auch erneut die Diskussion um eine schnelle Auffüllung der deutsch-italienischen Panzerarmee. Zusagen von allen wichtigen deutschen und italienischen Befehlsstellen sowie der Führerbefehl vom 14. Juli lagen vor, die die Situation wesentlich verbessern sollten. Tatsächlich sank die hauptsächlich in Tobruk gelöschte Ladung im August statt einer erwarteten Steigerung gegenüber dem Vormonat um 43,5 Prozent, da es der britischen Royal Navy gelungen war, hauptsächlich durch U-Boote über 50.000 BRT Schiffsraum zu versenken, was eine Steigerung von 44.323 BRT gegenüber Juli bedeutete. Wegen dieser erheblichen Schwierigkeiten entsandte Rommel den Stabschef der Armee, Alfred Gause, nach Rom. Dort sollte er die Wünsche der Armee beim deutschen bevollmächtigten General beim Hauptquartier der italienischen Wehrmacht Enno von Rintelen und dem Stabschef des italienischen Comando Supremo Ugo Cavallero durchsetzen. Rommel verdächtigte auch die italienischen Verbündeten, entgegen der Vereinbarung und zu ihrem Vorteil gehandelt zu haben und statt deutscher Truppen und Material die italienische kriegsunerfahrene Division Pistoia überführt zu haben.
Rommel forderte auch trotz der ablehnenden Haltung Hitlers ein weiteres Generalkommando (motorisiert) und die Motorisierung der gesamten 164. leichten Afrika-Division und der Armeeartillerie sowie besseren Personalersatz und eine umfangreichere Führerreserve sowie den Austausch von Truppen, die länger als ein Jahr im Dienst der Armee standen.
Am 15. August vermeldete die Panzerarmee Afrika, dass die Lage sich durch die Auffüllung geschwächter und das Eintreffen von neuen Verbänden gebessert habe, es sei auch möglich gewesen, einen Teil der schnellen Verbände zur beweglichen Abwehr aus der Front zu lösen. Außerdem seien die neuen, umfangreichen Feldbefestigungen fertiggestellt worden und die Anzahl deutscher Panzer an der Front belaufe sich auf 200, wobei diese Zahl bis Monatsende auf 250 anwachsen solle. Die Verpflegungsvorräte seien aufgefüllt, Munition in ausreichendem Maße vorhanden, und der Kraftstoff reiche nach Eintreffen der im Antransport befindlichen Kontingente für eine rund zehntägige Operation.
Bis Ende August rechnete das Oberkommando der Armee mit einer „gewissen Überlegenheit“ an Panzern: 450 bis 500 deutsche und italienische Panzer gegenüber 400 britischen. Diese Rechnung berücksichtigte jedoch nicht, dass die italienischen Panzer ihren englischen Gegnern wesentlich unterlegen waren. Außerdem rechnete man mit „einer Überlegenheit an schwerer Artillerie von 50 %“. Nach der deutschen Einschätzung musste noch vor dem Eintreffen der gegnerischen Verstärkungen angegriffen werden.
Schließlich standen den deutsch-italienischen Truppen am 28. August insgesamt 234 deutsche und 281 italienische Panzer zur Verfügung, wobei viele der italienischen Panzer abgenutzt waren und geringe Kampfkraft besaßen. Auf Seiten der Achsenmächte hatte man mit 350 bis 400 Panzer auf alliierter Seite gerechnet, tatsächlich konnte die britische 8. Armee jedoch rund 700 Panzer aufbieten, obwohl die amerikanischen Shermans fehlten, mit deren Einsatz man auf Seiten der Panzerarmee Afrika gerechnet hatte.
Am 17. August benötigten deutsche Truppen in Afrika folgende Menge an Personal und Material:
- rund 15.000 Mann (davon 6120 als „vordringlich zu überführen“ eingestuft)
- 130 PaK (im Antransport)
- 210 Panzer
- 175 Mannschaftstransport- und Spähwagen
- 1400 Kraftfahrzeuge.

Am 19. August forderte Erwin Rommel Nachschub von 2000 t Benzin und 500 t Munition in Tobruk oder Bengasi, da man ansonsten den Beginn der Offensive verschieben müsse. Sechs Tage später zeigte sich auch Treibstoffmangel bei den italienischen schnellen Truppen, da ein Dampfer mit dem benötigten Betriebsstoff versenkt worden war. Nachdem bekannt geworden war, dass die vierte Schiffsstaffel wegen verspätetem Auslaufen erst zum 28./29. August eintreffen konnte, wurde Rommel klar, dass der geforderte Nachschub nicht rechtzeitig ankommen würde.
Der Oberbefehlshaber der Panzerarmee Afrika entschied sich dennoch, den Angriff zu starten, da ihm der Oberbefehlshaber Süd Generalfeldmarschall Albert Kesselring leihweise 1.000 Tonnen Benzin aus seinen Beständen und darüber hinaus den Überflug von bereits in Italien lagernder Munition zugesichert hatte. Durch die erheblichen Probleme des Nachschubes hielt Rommel nur noch eine „örtlich begrenzte Operation, mit dem Ziel, die in der El Alamein-Stellung befindlichen Feindkräfte zu schlagen“ für im Rahmen des Möglichen.

### Deutsche Planungen
Aufgrund des Zeitdrucks plante Rommel einen Angriff gegen den schwächer ausgebauten britischen Südflügel „etwa um den 26.8.“, der die Absicht hatte, einen schnellen Durchbruch der britischen Front zu erzielen. Im nördlichen Frontabschnitt waren Fesselungsangriffe vorgesehen, während die an der Südfront durchbrechenden schnellen Truppen zur Via Balbia vorstoßen sollten, um die britischen Truppen zwischen Alamein und Ruweisat einzuschließen und zu vernichten. „Anschließend werden“, so endeten Rommels operative Planungen optimistisch, „die Operationen nach Osten fortgesetzt.“ Nach dem Angriffsplan sollte das italienische XXI. Armeekorps mit der 102. Infanteriedivision Trento, der 25. Infanteriedivision Bologna und dem XXXI. Guastatori-Bataillon den Nordabschnitt verteidigen, wobei die deutsche 164. leichte Afrika-Division bataillonsweise zwischen die italienischen Verbände verteilt wurde und auch Teile der Jägerbrigade Ramcke zur Verfügung standen. Zur Täuschung der britischen Armee waren während der ersten beiden Offensivtage auch Stoßtruppunternehmen vorgesehen, und die Artillerie und schwere Infanteriewaffen hatten die Aufgabe, einen weiträumigen Angriff vorzutäuschen.
Weiter südlich stand das italienische X. Armeekorps, das aus der 185. Jägerdivision Folgore, der 27. Infanteriedivision Brescia, 2 Bataillonen der Brigade Ramcke und sechs unbeweglichen Bataillonen des italienischen XX. Armeekorps bestand. Es sollte zu Beginn ebenfalls lediglich den Frontabschnitt verteidigen, der Plan besagte jedoch, dass die Stellung mit allgemeinem Angriffsbeginn am X-Tag um 22:00 Uhr durch eine starke Kampfgruppe (drei Bataillone der Jägerdivision Folgore und jeweils zwei Bataillone der Brigade Ramcke, des XX. Armeekorps und der ID Brescia) verbessert werden sollte, sodass eine Ausgangsposition für die folgende Fortsetzung der Vorstöße nach Norden am Tag x+1 war.
Die Offensivgruppe im Süden hatte ihre Ausgangsstellung zwischen dem El Taqa-Plateau und dem Ruweisat-Rücken. Sie bestand, von Norden nach Süden gesehen, aus einer Aufklärungsgruppe (am Rand der Qattara-Senke), dem Afrikakorps, dem italienischen XX. Armeekorps (mot.) und der deutschen 90. leichten Afrika-Division. Diese Truppen sollten am x-Tag um 22:00 Uhr aus den eigenen verminten Stellungen zum Angriff übergehen. Zur Geheimhaltung der Konzentration der Kräfte im südlichen Abschnitt der Front sollten die Verlegungen jeweils viertelweise in den aufeinanderfolgenden Nächten erfolgen, um eine ausreichende Tarnung der Truppenbewegungen zu erzielen.
Die Mängel an Betriebsstoff waren jedoch bereits am 26. August so groß, dass die Verlegungen der letzten beiden Viertel auf Befehl des Armeeoberkommandos erst in den Nächten vom 28. auf den 29. und vom 29. auf den 30. August stattfanden. An die bisherigen Plätze der Räderteile rückten zur Irritation der britischen Aufklärung die Trosse der Panzerdivisionen. Die deutsche und italienische Infanterie des Südflügels sollte den, wie man nach den Ergebnissen der Aufklärung meinte, recht schwach verminten Südflügel der britischen 8. Armee schnell durchstoßen und noch in derselben Nacht in Zusammenarbeit mit dem Afrikakorps und Teilen des italienischen motorisierten Korps den Raum südwestlich von El Hammam erreichen, der rund 40–50 Kilometer von der Ausgangsstellung entfernt war. Im folgenden Morgengrauen sollte diese Stoßgruppe zur Via Balbia eindrehen und ins britische Versorgungsgebiet marschieren. Dadurch sollten die britischen gepanzerten Kräfte auf diese Truppen der Achsenmächte gezogen werden und es sollte die Entscheidung in offener Feldschlacht gesucht werden. Der Angriffsgruppe wurden die 132. Panzerdivision Ariete, die 101. motorisierte Infanteriedivision Trieste, die 133. Panzerdivision Littorio und Teile der Brigade Ramcke sowie die 90. leichte Division nachgeführt. Diese sollten die Nordflanke abschirmen, die 90. Division sollte das rückwärtige Gebiet schützen. Nach der Niederlage der gegnerischen gepanzerten Hauptkräfte sollte die Stoßgruppe den Kessel um den Nordflügel schließen, in dem der Hauptkörper der 8. Armee stand. Dabei stützte sich Rommel auf die Faktoren der Schnelligkeit, der Überraschung und der erfahrungsgemäß langsamen britischen Reaktionszeit.

### Britische Lage
Der Oberbefehlshaber der 8. Armee, Bernard Montgomery, der das Kommando im August 1942 übernommen hatte, glaubte wie auch schon sein Vorgänger Claude Auchinleck, dass ein deutsch-italienischer Angriff am Südflügel stattfinden würde, da dieser mit schwächeren Minengürteln ausgestattet war.
Laut dem britischen Historiker Ian Playfair war es für die alliierten Streitkräfte weiterhin notwendig, die Angriffe auf den Nachschub der Achsenmächte fortzusetzen. Aufgrund der vorhergehenden starken Verluste auf See wurden Teile des Nachschubs auf dem Luftweg von Kreta aus nach Afrika geflogen. Dafür wurden rund 500 Transportmaschinen der Luftwaffe eingesetzt. Für die britischen Kampfflugzeuge des Typs Bristol Beaufighter war es nur schwer möglich, diesen Luftverkehr abzufangen, jedoch konnten die Wellington-Bomber gemeinsam mit den Liberator-Bombern die Luftwaffenbasis auf Kreta bombardieren. Dort verursachten die Angriffe in einigen Fällen Desorganisation und Schäden.
Zu diesem Zeitpunkt war Tobruk der Haupthafen der Achsenmächte in Nordafrika, und nur die größten der Schiffe nutzten Bengasi, das lediglich von den Liberator-Bombern erreicht werden konnte. Daher stellte Tobruk fortan das Hauptziel der Nachtangriffe dar. Wenn man die Überraschungsangriffe auf die nebensächlichen Häfen mit einrechnet, flog die britische Royal Air Force im Monat August 1646 Einsätze, im Durchschnitt rund 50 pro Tag.
Montgomery legte viel Wert auf Ultra-Aufklärung und baute daher ein neues Ultra Intelligence Team in seinem Armeestab auf. Nach der Dechiffrierung der Lagebeurteilung Rommels vom 15. August, genau: nur zwei Tage später konnte er in Ruhe Abwehrvorbereitungen treffen, da aus dem Bericht neben den Angriffsabsichten auch der Schwerpunkt im Süden hervorging. Auch durch die Luftaufklärung konnten die sich abzeichnenden deutsch-italienischen Offensivvorbereitungen am Südflügel der Front ausgemacht werden.
Die britische 8. Armee bestand vor der Schlacht aus zwei Korps, dem XXX. Korps unter dem Befehl von Lieutenant General William H. Ramsden, welches im Norden stand, und dem XIII. Korps unter Lieutenant General Brian Horrocks im Süden. Dem XXX. Korps waren die australische 9., die südafrikanische 1. und die indische 5. Division unterstellt. Nach Fritz Bayerlein, dem Stabschef des Afrikakorps, entdeckte die Aufklärungsgruppe der Panzerarmee Afrika, dass die südafrikanische 1. Division an der Küste in Reserve gehalten wurde.
Das XIII. Korps gliederte sich von Norden nach Süden in die neuseeländische 2. Division, die britische 7. Panzerdivision, bestehend aus der 7. Motor-Brigade und der 4. leichten Panzerbrigade, dahinter stand in der Alam-Halfa-Stellung und im südlichen Vorfeld die britische 44. Division und später die britische 10. Panzerdivision. Das Oberkommando der Panzerarmee hatte richtig angenommen, dass der Südabschnitt von der 7. Panzerdivision geschützt wurde, es wurde jedoch vermutet, dass die 1. Panzerdivision und nicht die 10. Panzerdivision hinter dem mittleren Frontabschnitt zu beweglichen Einsatz bereitstünde. Die 44. Division am Alam Halfa-Rücken blieb dabei unerkannt. Bayerlein schreibt, dass die deutsch-italienische Aufklärung entdeckt hatte, dass die britische 1. Panzerdivision und später auch die 10. Panzerdivision hinter der Mitte des südlichen Frontabschnitts bereitstanden.
Die 10. Panzerdivision unter Major General Alexander Hugh Gatehouse verteilte Montgomery so, dass die 22. Panzerbrigade mit einer Stärke von 60 M3-Grant-Panzern, die zum Teil eingegraben waren, südlich des westlichen Endes des Alam-Halfa-Rückens und die 8. Panzerbrigade südlich der Armeemitte stand. Als Reserve stand die 23. Panzerbrigade, bestehend aus drei Regimentern, am Ostende, sodass sie im Falle eines deutsch-italienischen Erfolges wie ein Dominostein schnell in die Lücke zwischen dem Westende des Alam-Halfa-Rückens und der neuseeländischen Division bei Bab el Qattara nach Süden geschoben werden konnte. Zusätzlich lehnte sich die 22. Panzerbrigade an die Befestigungen der 44. Division an und hatte vor sich ein dichtes Netz von Anlagen zur Panzerabwehr, hinter dem es möglich war, sich zu verstecken und den Truppen der Panzerarmee im richtigen Moment in den Rücken zu fallen.
Eine echte Alarmbereitschaft der britischen Kräfte war jedoch nicht vorhanden, da Rommel den Angriffsbefehl erst einen Tag vor Beginn am 29. August für den 30. August um 22:00 Uhr herausgegeben hatte und daher die Nachricht noch nicht entschlüsselt war. Die Vorbereitungen wurden daher erst begonnen, als die Royal Air Force die Südbewegung der 15. Panzerdivision und im letzten Tageslicht die Truppenkonzentrationen der Panzerarmee bemerkt hatte.
Interessant ist, dass Montgomery bereits zu diesem Zeitpunkt seine eigene Offensive plante, die erst im Oktober stattfand. Dafür beabsichtigte er, ein stark gepanzertes Korps zusammenzustellen, wofür Mitte August das Hauptquartier des X. Korps unter dem Befehl von Lieutenant General Herbert Lumsden neu gebildet wurde. Dieses befand sich vorerst in Reserve.

## Schlachtverlauf
Ab dem 20. August wurden die unterstellten Kommandeure von Rommel eingewiesen, und die Befehle der Armee zur Angriffsvorbereitung ergingen am 22. August um 8 Uhr morgens. Mit dem endgültigen Angriffssignal wartete Rommel bis zuletzt, um die Nachschublage zu klären. Die beiden Generalstabsoffiziere Siegfried Westphal und Friedrich Wilhelm von Mellenthin aus dem Panzer-AOK Afrika sprachen sich gegen einen Beginn der Offensive vor dem Eintreffen und der vollendeten Entladung der beiden benötigten Tanker, die am 28. und 29. August in Tobruk eintreffen sollten, aus. Den endgültigen Ausschlag zum Übergang zur Offensive gab Albert Kesselring, mit dem sich Rommel nach Bereitstellungen in der Höhe von 1500 t Benzin und weiteren 400 oder 500 t täglich an Betriebsstoff für den Notfall geeinigt hatte. Weiterhin unterbreitete Kesselring ein Angebot, Mangelmunition, die sich bereits in Italien befand, der Panzerarmee zuzuführen.
| Panzerarmee Afrika (Generalfeldmarschall Erwin Rommel) |                                                                            |                                                                                   |
|                                                        |                                                                            | Aufklärungsgruppe (Oberst Erwin Menny)                                            |
|                                                        |                                                                            | 90. leichte Afrika-Division (Generalmajor Ulrich Kleemann)                        |
|                                                        | Deutsches Afrikakorps (General der Panzertruppe Walther Nehring)           |                                                                                   |
|                                                        |                                                                            | 21. Panzer-Division (Generalmajor Georg von Bismarck)                             |
|                                                        |                                                                            | 15. Panzer-Division (Generalmajor Gustav von Vaerst)                              |
|                                                        |                                                                            | Flak-Regiment 135 (mot.) (Oberst Alwin Wolz)                                      |
|                                                        |                                                                            | Flugabwehr-Bataillon 617 (mot.)                                                   |
|                                                        |                                                                            | 2. Kompanie/Fla. Bataillon 606 (mot.)                                             |
|                                                        | XX. italienisches Armeekorps (mot.) (Generale di Corpo Francesco Zingales) |                                                                                   |
|                                                        |                                                                            | 132ª Divisione corazzata “Ariete” (Generale di Divisione Adolfo Infante)          |
|                                                        |                                                                            | 133ª Divisione corazzata “Littorio” (Generale di Divisione Carlo Ceriana Mayneri) |
|                                                        |                                                                            | 101ª Divisione motorizzata “Trieste” (Generale di Divisione Francesco La Ferla)   |

| Eighth Army (Lieutenant-General Bernard Montgomery) |                                               |                                                                |
|                                                     | XII Corps (Lieutenant-General Brian Horrocks) |                                                                |
|                                                     |                                               | 2nd New Zealand Division (Lieutenant-General Bernard Freyberg) |
|                                                     |                                               | 44th (Home Counties) Division (Major-General Ivor Hughes)      |
|                                                     |                                               | 7th Armoured Division (Major-General James Renton)             |
|                                                     |                                               | 10th Armoured Division (Major-General Alexander Gatehouse)     |

### Vorstoß der Achsen-Truppen

#### Erste Phase

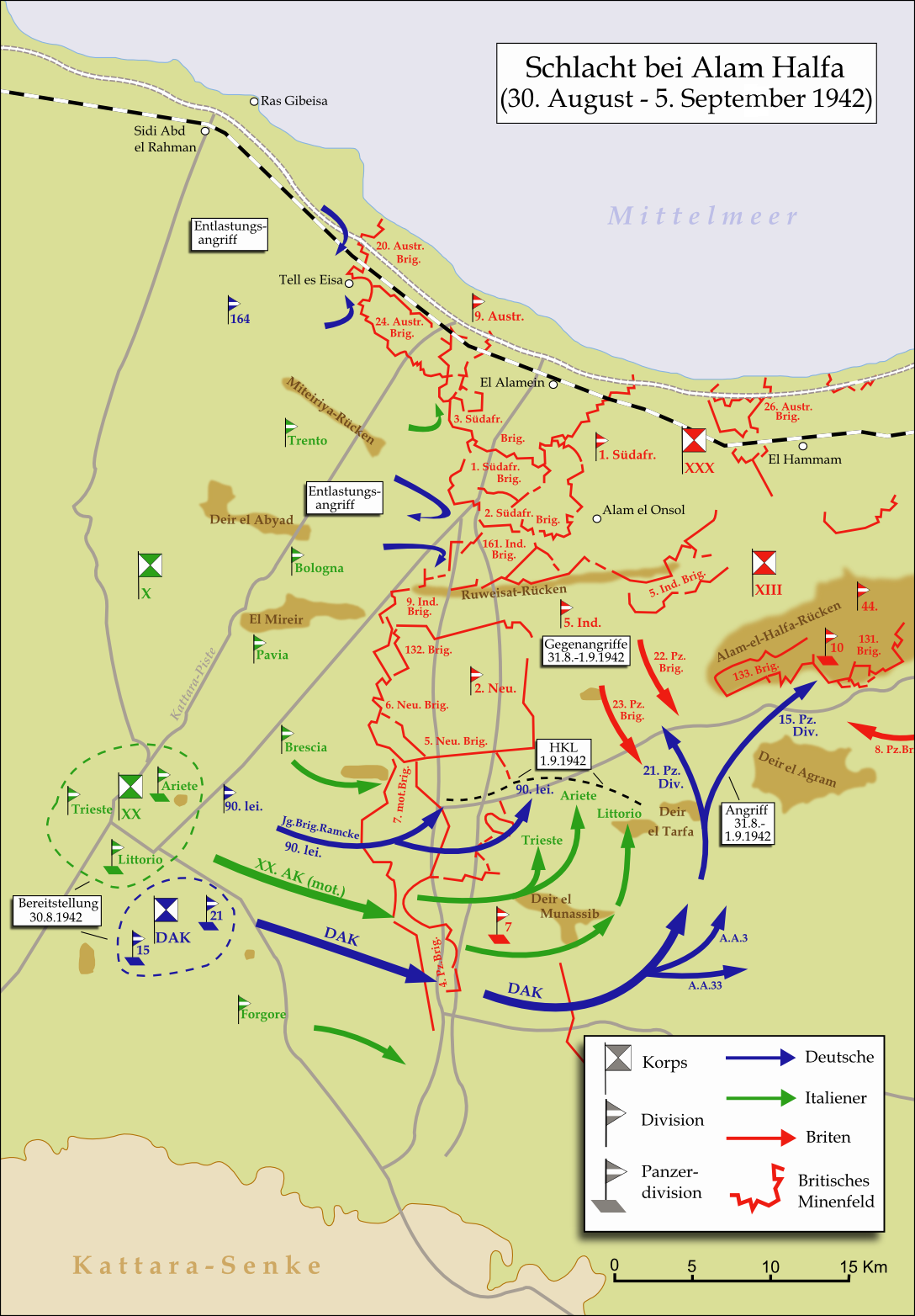
Der Verlauf der Schlacht

Die letzte Offensive der Achsenmächte in Ägypten startete am 30. August 1942 um 22 Uhr, als die deutsch-italienische Offensivgruppe aus ihrer Ausgangsstellung zwischen dem El-Taqa-Plateau und dem Ruweisat-Rücken ihren Vorstoß begann. Zu Angriffsbeginn war die Artillerie des Afrikakorps, der Hauptstoßkraft, in einem voll aufgefüllten Zustand, und es standen 237 deutsche Panzer bereit. Einzig bei den Schützenregimentern bestanden weiter personelle Mängel.
Im nördlichen und mittleren Frontabschnitt verliefen die Stoßtruppunternehmen weitgehend nach den Planungen des Armeeoberkommandos. Sie fanden gemäß dem britischen Historiker Playfair im Sektor des XXX. Korps rund um Mitternacht statt, wobei die stärkste Attacke gegen die 9. Infanteriebrigade am Ruweisat-Rücken ausgeführt wurde. Dabei konnten die Truppen der Achsenmächte kurzzeitige Geländegewinne erzielen, welche von den Briten durch einen Gegenangriff im Morgengrauen des 31. Augusts zurückgewonnen werden konnten. In der Nacht führten auch südafrikanische Verbände kleine Attacken durch, bei denen sie 56 italienische Gefangene nehmen konnten.
Währenddessen kam die eigentliche Offensive im Süden, mit der ein Durchbruch erzielt werden sollte, nur langsam voran. Gründe dafür waren die teilweise unerwartet große Tiefe der Minenfelder und die starken alliierten Wachposten an manchen Stellen. In Zusammenwirkung mit den starken alliierten Luftangriffen, die bereits in der ersten Nacht zwei deutsche Kommandeure ausfallen ließen, und dem schwierigen Gelände belastete die Situation die Truppen stark. In der Nacht vom 30. auf den 31. August starb Generalmajor Georg von Bismarck, einer der begabtesten Kommandeure Rommels und Kommandeur der 21. Panzer-Division durch einen Luftangriff, bei dem auch Walther Nehring, der Kommandierende General des Afrikakorps, verwundet wurde. Aus diesem Grund wurde Gustav von Vaerst, bisheriger Kommandeur der 15. Panzer-Division, stellvertretend für Nehring als Befehlshaber des Afrikakorps ausgewählt. Oberst Carl-Hans Lungershausen übernahm stellvertretend das Kommando über die 21. Panzer-Division.
Um etwa 2 Uhr morgens erreichten die Kräfte der Offensivgruppe das erste britische Minenfeld. Dort stießen die deutsch-italienischen Truppen auf heftigen Widerstand zweier Verbände der britischen 7. Panzerdivision, der 7. motorisierten Brigade und der 4. leichten Panzerbrigade, was den Vorstoß in Zusammenwirkung mit den Luftangriffen stark behinderte. Bei Tagesanbruch des 31. Augusts standen die Spitzen des Afrikakorps lediglich vier anstatt wie geplant 40–50 Kilometer östlich der britischen Minenfelder und konnten nicht bereits nach Norden eindrehen, weswegen es erst nach zehnstündigen Kämpfen möglich war, die Panzerregimenter für den bevorstehenden Angriff nach Osten vorzuziehen. Dabei war aufgrund der erwarteten starken Luftangriffe der Alliierten eine große Staffelung in die Tiefe vorgesehen.

#### Zweite Phase
Zunächst traf Rommel die Entscheidung, zur Abwehr überzugehen. Nach einer Lageorientierung beschloss er jedoch, den Angriff fortzusetzen.
Nach dem neuen Plan sollte das DAK sechs Stunden später, um 12 Uhr (nach späterer Änderung 13 Uhr) mit der 15. Panzer-Division am rechten und der 21. Panzer-Division am linken Flügel aus dem Nordosten vor der Stadt Himeimat zur Höhe 132 des Alam-Halfa-Rückens vorstoßen. Das italienische XX. Armeekorps (mot.), welches bereits zu Beginn wegen eines Ausfalls der Minensuchgeräte am vordersten Minenriegel hängengeblieben war, rückte langsam nach und sollte den Nordangriff, der die Eroberung von Alem el Bueib-Alam el Halfa als Ziel hatte, gemeinsam mit der 90. leichten deutschen Afrika-Division fortsetzen. Für die Fortsetzung des Angriffs mobilisierte der Oberbefehlshaber Süd alle einsatzbereiten Sturzkampfbomber.
Die 15. Panzer-Division setzte sich um 13 Uhr in Bewegung, eine Stunde danach folgte die 21. Panzer-Division, die auch die italienische Panzerdivision Littorio mitgezogen hatte. Der Großteil des italienischen XX. Armeekorps (mot.) trat jedoch erst um 15 Uhr zum Angriff an.
Zwei Kilometer südlich des Abschnittes der britischen 22. Panzerbrigade stellte die 8. Armee zwei Schwadronen von Crusader-Panzern ab, die dazu dienen sollten, die Truppen der Achsenmächte zu der Konzentration aus eingegrabenen Grant-Panzern und 6-Pfünder-Panzerabwehrkanonen zu locken.
Nach anfänglich schnellen Vorstößen gerieten die deutschen Panzer in den tieferen Sand, womit sie viel Treibstoff verbrauchten. Beginnend um 18:30 Uhr startete die 15. Panzer-Division einen umfassenden Angriff auf die Höhe 132, der ihr bis 19:50 Uhr Panzerstützpunkte am Hang einbrachte. Bei Einbruch der Nacht ließ der Kommandierende General des Afrikakorps, Gustav von Vaerst, den Angriff einstellen.
Die Truppen der 21. Panzer-Division standen rund vier Kilometer weiter westlich in schweren Gefechten mit den britischen Truppen. Um 18:30 Uhr igelte sich die Division nahe Deir el Tarfa ein, also rund 25 Kilometer von der ägyptischen Küste entfernt. Letztendlich konnte die strategisch wichtige Höhe 132 nicht eingenommen werden, und das italienische XX. Korps (mot.) blieb gemeinsam mit der Panzerdivision Littorio weit hinter den deutschen Verbänden zurück. Truppen der britischen 8. Armee hatten sich unter geringen Verlusten in nördliche und nordwestliche Richtung zurückgezogen, sodass für den nächsten Tag schwere Gegenangriffe erwartet wurden.
Während der folgenden Tage flogen die Alliierten so starke Luftangriffe, dass die Einheiten der Achsenmächte in den Nächten schlaflos blieben. Dadurch wurde die Kampffähigkeit der Verbände geschwächt.

### Britische Gegenoffensive und Rommels Rückzug

#### Alliierte Gegenoffensive
In einer Lagebesprechung noch in derselben Nacht vom 31. August auf den 1. September beschlossen Rommel und der Kommandierende General des Afrikakorps, Generalmajor von Vaerst, beginnend mit dem 1. September temporär zur Verteidigung überzugehen. Die 15. Panzer-Division unternahm am Morgen noch einen letzten Versuch, die Höhe 132 zu erobern. Dabei konnte die Division bis Mittag an den Südrand des Hügels vorstoßen, jedoch führten 100–150 von Osten kommende Panzer einen britischen Gegenangriff, welcher abgewehrt werden konnte. Trotz dieser Tatsache machte sich der akute Mangel an Betriebsstoff bereits so stark bemerkbar, dass die Offensivoperation abgebrochen werden musste.
Der Gegenangriff wurde von starken britischen Fliegerverbänden in permanenten Angriffen unterstützt, wobei die wenigen deutschen Jäger nie an die schwer gesicherten britischen Bomberverbände herankamen. Die deutsch-italienische Aufklärungsgruppe erlitt während nächtlicher Angriffe große Verluste. Eine Aussage des Kriegstagebuchschreibers des Flak-Regiments 136 spiegelt resigniert die Lage wider:

„Schon um 7 Uhr morgens hat das übliche Bild der Luftlage begonnen. Starke Douglasverbände im Exerzierflug bewarfen die Truppenverbände. Der Tommy [verbessert in: Engländer] glaubte mit dem Recht der Gewohnheit nicht daran, daß auf deutscher Seite schwere Flakbatterien eingesetzt sein könnten.“

Später erreichte Rommel die Nachricht, dass die versprochenen Tanker, die am 31. August und 1. September in Tobruk oder Bengasi einlaufen sollten, nicht in Nordafrika angekommen waren, da sie mit Hilfe der britischen Ultra-Aufklärung geortet werden konnten. Daher waren die deutschen motorisierten Verbände nun ohne Treibstoff vor den befestigten Stellungen dauerhaften britischen Panzerangriffen und vor allem dauerhaften britischen oder amerikanischen Bombenangriffen ausgesetzt. Allein am 1. September starteten 111-mal alliierte Flugzeuge und warfen bei ihren Einsätzen 80 Tonnen Bombenlast ab.
Zur Mittagszeit des 1. Septembers 1942 kam Rommel nach einer Lagebeurteilung und einem Besuch beim Afrikakorps zum Entschluss, dass die Offensive aufgrund der schlechten Versorgungslage temporär anzuhalten sei. Nach seinem Plan sollte die bestehende Lücke zwischen den beiden Panzerdivisionen, die etwa 5–6 Kilometer breit war, durch das Afrikakorps geschlossen werden. Auf dieser erreichten Linie sollten die Truppen eine Besserung der Nachschublage abwarten. Das italienische XX. Armeekorps (mot.) konnte auch keinen örtlich begrenzten Vorstoß nach Norden durchführen. Da mit den vorhandenen Mengen an Treibstoff kein „Bewegen größerer Formationen“ in nächster Zeit möglich war, zog Rommel einen vorzeitigen Abbruch der Offensive in Erwägung.
Während der folgenden Nacht auf den 2. September führte die Royal Air Force von 22 Uhr bis 04:30 Uhr Bombardements auf die Offensivgruppe. Die Angriffe verursachten schwere Verluste, wobei die Bombenangriffe in der darauffolgenden Nacht noch weiter intensiviert wurden. Das Hauptziel waren in dieser Nacht Trosse, Artillerie und Flak. Nach einer Schätzung des Afrikakorps warfen rund 300 Maschinen 2400 Bomben auf die deutschen Stellungen ab. Dagegen waren die deutschen Truppen praktisch wehrlos, da die schwere 8,8-cm-FlaK 18/36/37 keine Messgeräte besaß und der 2-cm-Flakvierling bei Flughöhen von 1500 Metern absolut ineffizient war.
Nachdem der Oberbefehlshaber der Panzerarmee Afrika die Information über die Beschädigung des italienischen Dampfers Abruzzi, der 611 Tonnen Treibstoff an Bord hatte, durch Luftangriffe zwischen Bengasi und Derna erfahren hatte, hielt er eine Fortsetzung der Offensive für momentan undurchführbar. Daher entschloss sich Rommel, die Offensive abzubrechen und sich schrittweise zunächst in den östlichen Raum vor der Linie El Taqa-Bab el Qattara zurückziehen. Dort sollte die Panzerarmee in Anlehnung an die britischen Minenfelder zur Defensive übergehen.
Am 3. September erreichten die Luftangriffe ihren Höhepunkt, es wurden elf Großangriffe gezählt. Insgesamt hatten circa 500 Maschinen der Royal Air Force über den ganzen Tag verteilt 2500 Einsätze, zu denen 180 Einsätze der USAAF hinzukamen. Insgesamt wurden von den Alliierten nach Aufstellung der 19. Flak-Division am 31. August 64 Verbandsangriffe unternommen. Bei diesen 64 Angriffen wurden circa 15.600 Bomben auf ein Gebiet von 12 bis 15 Kilometern Breite und 8 bis 10 Kilometern Tiefe abgeworfen, das ergibt einen Schnitt von 100 Bomben pro Quadratkilometer.

#### Deutsch-italienischer Rückzug
Die deutsche Luftaufklärung sichtete am 3. September nördlich des Rückens von Alam Halfa die 10. britische Panzerdivision mit 200 Panzern. Westlich davon befanden sich in der Lücke zur neuseeländischen 2. Division die 22. und die 23. Panzerbrigade mit weiteren 150 Panzern, letztere war am 31. August aus dem Norden eingeschoben worden.
Gegen dieses Übergewicht an Panzern konnte die Offensivgruppe Rommels nichts mehr ausrichten. Das Treibstoffproblem blieb weiterhin ungelöst, und es war keine Besserung in Sicht. Daher genehmigte das italienische Comando Supremo den Rückzug in die Ausgangsstellungen, falls sich die Nachschublage nicht grundlegend zum Positiven änderte.
Am 3. September sollte die neuseeländische 2. Division unter General Bernard Freyberg gemeinsam mit der britischen 132. Infanteriebrigade einen Stoß nach Süden unternehmen, um die Panzerarmee Afrika von rückwärtigen Minenfeldern abzuschneiden. Dieser Einsatz endete in einem totalen Fehlschlag, da sich die britischen und neuseeländischen Truppen unter hohen Verlusten auf ihre Ausgangsstellungen zurückziehen mussten. Die neuseeländischen Truppen meldeten 275, die britischen 697 Tote, Vermisste oder Verwundete.
Ab dem 4. September nahmen die alliierten Luftangriffe wieder ab und die deutsche Luftwaffe unterstützte mit Angriffen auf die feindlichen Angriffsspitzen den Rückzug; dieser wurde auch durch eine Verbesserung der Treibstofflage erleichtert, weshalb der Südflügel bis zum 6. September wieder auf die Ausgangsstellung zurückgenommen werden konnte.

## Folgen
Nach Playfair betrugen die deutschen Verluste der Schlacht 1859 Tote, Verwundete und Vermisste, die italienischen Verbände verloren 1051 Mann. An Ausrüstung verlor die Panzerarmee Afrika 33 deutsche und 22 italienische Geschütze, 298 deutsche und 97 italienische Fahrzeuge sowie 38 deutsche und 11 italienische Panzerkampfwagen. Auf Seiten der Alliierten verzeichnet Playfair Verluste von 1750 Mann, 67 Panzern und 15 Panzerabwehrkanonen. Das Kontingent der verlorenen Panzer setzte sich aus 31 Grants, von denen 5 bei der 22. und 13 in der 8. Panzerbrigade zerstört wurden. Der Rest wurde lediglich beschädigt. Außerdem gingen 21 Valentines verloren, die als Infanteriepanzer eingesetzt wurden, wobei sie für diese Aufgabe nicht mehr geeignet waren. Generell gab es nach Playfair im Mittleren Osten keinen Panzer, der stark genug für einen Sturmangriff auf stark befestigte Stellungen war: Der Valentine war dafür zu leicht, und der Matilda-Panzer war zu langsam für die Aufgabe. Zusätzlich waren beide nur mit einer 2pdr-Kanone bewaffnet. Nach dem Ende der Schlacht wurden die Panzer vom Typ Matilda außer Dienst gestellt. Die Daten zu Verlusten weichen je nach Autor leicht ab. Yves Buffetaut schreibt von 67 Flugzeugverlusten bei den Alliierten und von 36 Flugzeugverlusten bei der Achse.
Die Initiative der Truppen der Achsenmächte ging nach der Niederlage endgültig verloren, die große britische Offensive führte zur zweiten Schlacht von El Alamein, in der Teile der Panzerarmee Afrika vernichtet wurden. Die Schlacht markierte die endgültige Wende zu Gunsten der Alliierten in Afrika. Danach zogen sich die deutsch-italienischen Truppen in einer ungeordneten Flucht aus Ägypten zurück und besetzten Teile von Tunesien, wo die Einheiten gemeinsam mit weiteren Kräften zur Heeresgruppe Afrika vereinigt wurden. Diese kämpfte in einigen Schlachten gegen die im Zuge der Operation Torch in Nordafrika gelandeten alliierten Kräfte, bis ihre Verbände vom 9. bis 13. Mai 1943 kapitulierten.
Deutsche Truppen gaben jedoch nicht den Vorteil auf, britische Minenfelder in der Hand zu halten, und bauten sofort einen neuen Südflügel östlich der alten Stellung in Anlehnung an die Qattara-Senke auf, der balkonartig nach Osten ragte und umgehend unter dem Schutz der Panzerdivisionen vermint wurde.

## Rezeption
Die letzte Offensive Rommels in der Schlacht von Alam Halfa scheiterte trotz eines Durchbruches der alliierten Linien wahrscheinlich an folgenden Faktoren:
- dem eigenen Treibstoffmangel durch die Versenkung der Nachschubschiffe mit Hilfe der britischen Ultra-Aufklärung,
- der alliierten Panzerkonzentration,
- den starken Luftangriffen als Folge der alliierten Luftüberlegenheit.

Der britische Historiker und ehemalige Generalmajor Ian Stanley Ord Playfair beschreibt als weiteren Aspekt des Treibstoffproblems neben den Luftangriffen auf die Schiffsversorgung die große Distanz zwischen El Alamein und Tobruk. Die Stadt wurde als Haupthafen zur Versorgung der Truppen der Achsenmächte genutzt und lag 350 Meilen von El Alamein entfernt, was den Transport von Betriebsstoff langwierig gestaltete.
Insgesamt kann die Schlacht von Alam Halfa von der deutschen Seite als eine Niederlage, die in Grenzen gehalten werden konnte, angesehen werden. Nach Playfair stellte die Niederlage in der Schlacht den wahrscheinlichen Endpunkt der Hoffnung der Achsenmächte dar, den Suez-Kanal zu erobern.
Ian Playfair beschreibt den Ausgang als einen klaren Sieg, bei dem Rommel mit seinen eigenen Waffen geschlagen worden war. Er räumt jedoch ein, dass die kleinen Operationen bei Tell el Eisa wenig erreicht hatten und dass der Versuch, die Lücke im Minenfeld zu schließen, gescheitert war. Trotzdem meint Playfair, dass die Auswirkungen auf die Moral der Truppen der 8. Armee als wesentlich wichtiger einzuschätzen sind. Gemäß seiner Aussage erreichte der Glaube an die Armee selbst, an den Oberbefehlshaber und die Royal Air Force einen neuen Höchststand. Die Gegenoffensive zeigte den Vorteil einer Konzentration von Ressourcen, die durch eine relativ genaue Aussicht von Rommels zukünftigen Operationen ermöglicht wurde. Aufgrund dessen konnte die gegnerische Schlagkraft am Boden durch starkes Feuer aus Feldartillerie und mittlerer Artillerie sowie aus Panzerabwehrkanonen und durch Kanonen von eingegrabenen Panzern, meist vom Typ Grant, zerschlagen werden. Außerdem wurde für dieses Unterfangen auch eine große Menge von Flugzeugen eingesetzt, die einen Regen aus Projektilen und Bomben abfeuerten, die in ihrer Größe vom Kaliber eines Maschinengewehrs bis zu 4000-lb für die größten Bomben reichten.
Nach Aussage von Playfair stellte die Schlacht den letzten Teil in der Vervollständigung der Erfolge auf See gegen die Schifffahrt der Achsenmächte dar. Die Gesamtwirkung der permanenten Angriffe der Royal Navy und der Royal Air Force war die Schwächung der Panzerarmee. Dabei hatte die Schlacht von Alam Halfa zuletzt eine besonders große Wirkung.
Für Bruce Allen Watson brachte die überlegene Feuerkraft der Alliierten und ihre Beherrschung des Luftraums den Sieg.
Friedrich Wilhelm von Mellenthin schrieb darüber, dass die Panzer-Divisionen durch Treibstoffmangel gelähmt waren, unter ständigen Luftangriffen standen und auf einen britischen Angriff warteten.
Gemäß der Rezeption Fritz Bayerleins, Chef des Stabes des Afrikakorps, zeigte die Schlacht, dass der ungeduldige Premierminister sich dem Oberkommando beugen musste, da das Datum zum Beginn der erneuten Großoffensive auf einen wesentlich späteren Zeitpunkt als geplant aufgeschoben worden war. In der Operation hatten die alliierten Verbände die erreichten Fortschritte vom vorhergehenden Kommando unter Claude Auchinleck in Relation zu setzen.
Der Autor der Buchserie The Official History of New Zealand in the Second World War 1939–1945 Ronald Walker schreibt, dass die Schlacht von Alam Halfa einen Test der Moral für die neuseeländischen Truppen darstellte, nach welchem die Hoffnung zurückkehrte.
Die britische Armee bewertete die Schlacht als begrenzten Sieg, da die Planung der Schlacht die mögliche Zerschlagung der deutsch-italienischen Kräfte aus übergeordneten Gründen nicht vorgesehen hatte.
Das Selbstbewusstsein der britischen 8. Armee wuchs nach der erfolgreichen Verteidigung, da die Schlacht den ersten größeren gemeinsamen Sieg der britischen Armee mit amerikanischen Kräften der United States Army Air Forces darstellte. Außerdem hatte diese Tatsache eines ersten gemeinsamen Sieges der Westalliierten eine nicht zu unterschätzende psychologische Auswirkung auf die alliierte Kriegsführung, obwohl Afrika für die deutsche Wehrmacht nur ein Nebenkriegsschauplatz war.
Winston Churchill traf in seinen Memoiren die Aussage, dass es der 8. Armee in der Schlacht von Alam Halfa gelungen war, den Gegner unter geringfügigen Eigenverlusten in eine erneute Versorgungskrise zu drängen, die Rommel in große Not brachte.
Es gab auch Kritik an Montgomerys Führung während der Schlacht, insbesondere an seiner Entscheidung, um Verluste zu vermeiden nicht selbst anzugreifen. Dies hätte die britischen Panzerverbände davon abgehalten zu versuchen, die feindlichen Verbände zu vernichten, als sie zwischen den Minenfeldern und Alam Halfa praktisch aufgereiht waren.